# ديلون (كولورادو)
ديلون (بالإنجليزية: Dillon, Colorado)‏ هي بلدة تقع في مقاطعة سميت، كولورادو بولاية كولورادو في الولايات المتحدة. تبلغ مساحتها 6.2 (كم²)، وترتفع عن سطح البحر 2777 م، بلغ عدد سكانها 904 نسمة في عام 2010 حسب إحصاء مكتب تعداد الولايات المتحدة وتصل الكثافة السكانية فيها 226 نسمة/كم2.

## أعلام
- انيد ماركي

## وصلات خارجية
- Town of Dillon
- The US50 - Cities and Towns in Colorado State
- Colorado Cities and Towns, Facts, Map, Flag, Colleges, Government, and More